# 皮耶萊什蒂鄉
44°20′00″N 23°57′00″E / 44.3333°N 23.95°E
皮耶萊什蒂鄉（羅馬尼亞語：Comuna Pielești, Dolj），是羅馬尼亞的鄉份，位於該國西南部，由多爾日縣負責管轄，面積66平方公里，海拔高度189米，2007年人口3,554，人口密度每平方公里54人。